# Polanówka (Opole Lubelskie)
Pour les articles homonymes, voir Polanówka.
Polanówka (prononciation [pɔlaˈnufka]) est un village de la gmina de Wilków du powiat d'Opole Lubelskie dans la voïvodie de Lublin, située dans l'est de la Pologne.
Il se situe à environ 6 kilomètres à l'est de Wilków (siège de la gmina), 13 kilomètres au nord d'Opole Lubelskie (siège du powiat) et 44 kilomètres à l'ouest de Lublin (capitale de la voïvodie).

## Histoire
De 1975 à 1998, la ville est attachée administrativement à l'ancienne Lublin.

Depuis 1999, elle fait partie de la nouvelle voïvodie de Lublin.

## Personnalités liées au village
- Józef Gosławski, sculpteur et médailleur polonais, né le 24 avril 1908 à Polanówka